# Schloßberg (Gauting)
Der Schloßberg (historisch auch Schlösselsberg) ist ein 600 m hoher Bergsporn im Bayerischen Alpenvorland auf dem östlichen Hochufer des Würmtals.
Auf dem Berg befindet sich der Burgstall Schloßberg aus dem Hochmittelalter.

## Naturschutz
Der Berg liegt innerhalb des Landschaftsschutzgebiets Würmtal (LSG-00361.01), das 1984 unter Schutz gestellt wurde. 2004 folgte die Anerkennung des Landstrichs um den Schloßberg als FFH-Gebiet unter dem Namen Moore und Wälder der Endmoräne bei Starnberg.